# Лашко Ірина Євгенівна
Лашко Ірина Євгенівна (англ. Irina Lashko, 25 січня 1973) — австралійська стрибунка у воду.
Призерка Олімпійських Ігор 1992, 1996, 2004 років, учасниця 1988 року.
Чемпіонка світу з водних видів спорту 1998, 2003 років, призерка 1991, 2001 років.
Чемпіонка Європи з водних видів спорту 1991 року, призерка 1993, 1997 років.
Переможниця Ігор Співдружності 2002 року.